# Stari Lazi
Stari Lazi su naselje u Hrvatskoj u općini Brod Moravice. Nalaze se u Primorsko-goranskoj županiji.

## Zemljopis
Sjeverozapadno je Gornja Dobra, sjeverno su Novi Lazi, Donja Dobra i Brod Moravice, istočno su Bunjevci, jugoistočno su Gornji Vučkovići, Donji Vučkovići i Petrovići.

## Stanovništvo
| broj stanovnika | 101   | 95    | 105   | 109   | 119   | 131   | 113   | 114   | 78    | 87    | 91    | 94    | 69    | 44    | 35    | 27    | 15    |
|                 | 1857. | 1869. | 1880. | 1890. | 1900. | 1910. | 1921. | 1931. | 1948. | 1953. | 1961. | 1971. | 1981. | 1991. | 2001. | 2011. | 2021. |